# دونالد أ. كروسبي
دونالد أ. كروسبي (بالإنجليزية: Donald A. Crosby)‏ هو فيلسوف أمريكي، ولد في 7 أبريل 1932 في مانسفيلد في الولايات المتحدة.